# Herpetogramma
Herpetogramma é um gênero de mariposa pertencente à família Crambidae.